# Indice dei Consiglieri federali svizzeri
Indice dei Consiglieri federali svizzeri e statistiche dal 1848, anno di promulgazione della prima costituzione federale moderna:

## Lista consiglieri federali
| #   | Nome                         |              | Cantone | Elezione          | Fine mandato      | Dipartimenti diretti                                                            | Partito             | Note                                                                                               | Seq |
| --- | ---------------------------- | ------------ | ------- | ----------------- | ----------------- | ------------------------------------------------------------------------------- | ------------------- | -------------------------------------------------------------------------------------------------- | --- |
| 1   | Jonas Furrer                 | Jonas Furrer | ZH      | 16 novembre 1848  | 25 luglio 1861    | Esteri, Giustizia                                                               | FDP/PRD             | Morto in carica                                                                                    | A01 |
| 2   | Ulrich Ochsenbein            |              | BE      | 16 novembre 1848  | 6 dicembre 1854   | Difesa                                                                          | FDP/PRD             | Non rieletto                                                                                       | B01 |
| 3   | Henri Druey                  |              | VD      | 16 novembre 1848  | 29 marzo 1855     | Giustizia, Esteri, Finanze                                                      | FDP/PRD             | Morto in carica                                                                                    | C01 |
| 4   | Josef Munzinger              |              | SO      | 16 novembre 1848  | 6 febbraio 1855   | Finanze, Esteri, Poste e Costruzioni, Economia e Commercio                      | FDP/PRD             | Morto in carica                                                                                    | D01 |
| 5   | Stefano Franscini            |              | TI      | 16 novembre 1848  | 19 luglio 1857    | Interni                                                                         | FDP/PRD             | Morto in carica                                                                                    | E01 |
| 6   | Friedrich Frey-Herosé        |              | AG      | 16 novembre 1848  | 31 dicembre 1866  | Economia e Commercio, Esteri, Difesa                                            | FDP/PRD             | | F01 |
| 7   | Wilhelm Matthias Naeff       |              | SG      | 16 novembre 1848  | 31 dicembre 1875  | Poste e Costruzioni, Esteri, Economia e Commercio, Finanze, Ferrovie e economia | FDP/PRD             | | G01 |
| 8   | Jakob Stämpfli               |              | BE      | 6 dicembre 1854   | 31 dicembre 1863  | Giustizia, Esteri, Finanze, Difesa                                              | FDP/PRD             | | B02 |
| 9   | Constant Fornerod            |              | VD      | 11 luglio 1855    | 31 ottobre 1867   | Commercio, Esteri, Finanze, Difensa                                             | FDP/PRD             | | C02 |
| 10  | Melchior Josef Martin Knüsel |              | LU      | 14 luglio 1855    | 31 dicembre 1875  | Finanze, Commercio, Giustizia, Esteri, Interni                                  | FDP/PRD             | Eletto dopo che Johann Jakob Stehlin rifiutò la carica                                             | D02 |
| 11  | Giovanni Battista Pioda      |              | TI      | 30 luglio 1857    | 26 gennaio 1864   | Interni                                                                         | FDP/PRD             | | E02 |
| 12  | Jakob Dubs                   |              | ZH      | 30 luglio 1861    | 28 maggio 1872    | Giustizia, Esteri, Interni, Poste                                               | FDP/PRD             | | A02 |
| 13  | Karl Schenk                  |              | BE      | 12 dicembre 1863  | 18 luglio 1895    | Interni, Finanze, Ferrovie e Commercio                                          | FDP/PRD             | Morto in carica                                                                                    | B03 |
| 14  | Jean-Jacques Challet-Venel   |              | GE      | 12 luglio 1864    | 7 dicembre 1872   | Finanze, Poste                                                                  | FDP/PRD             | Non rieletto                                                                                       | E03 |
| 15  | Emil Welti                   |              | AG      | 8 dicembre 1866   | 31 dicembre 1891  | Difesa, Economia, Poste e Telegrafo, Poste e Ferrovia, Giustizia                | FDP/PRD             | | F02 |
| 16  | Victor Ruffy                 |              | VD      | 6 dicembre 1867   | 29 dicembre 1869  | Finanze, Difense                                                                | FDP/PRD             | Morto in carica                                                                                    | C03 |
| 17  | Paul Cérésole                |              | VD      | 1º febbraio 1870  | 31 dicembre 1875  | Finanze, Difensa, Esteri, Giustizia                                             | FDP/PRD             | | C04 |
| 18  | Johann Jakob Scherer         |              | ZH      | 12 luglio 1872    | 23 dicembre 1878  | Finanze, Ferrovie e Commercio, Esteri, Difesa                                   | FDP/PRD             | Morto in carica                                                                                    | A03 |
| 19  | Eugène Borel                 |              | NE      | 7 dicembre 1872   | 31 dicembre 1875  | Poste e Telegrafo                                                               | FDP/PRD             | | E04 |
| 20  | Joachim Heer                 |              | GL      | 10 dicembre 1875  | 31 dicembre 1878  | Poste e Telegrafo, Esteri, Ferrovie e Commercio                                 | FDP/PRD             | | D03 |
| 21  | Fridolin Anderwert           |              | TG      | 10 dicembre 1875  | 25 dicembre 1880  | Giustizia                                                                       | FDP/PRD             | Morto in carica (suicida)                                                                          | G02 |
| 22  | Bernhard Hammer              |              | SO      | 10 dicembre 1875  | 31 dicembre 1890  | Finanze, Difesa                                                                 | FDP/PRD             | | E05 |
| 23  | Numa Droz                    |              | NE      | 18 dicembre 1875  | 18 dicembre 1892  | Interno, Commercio e agricoltura, Esteri                                        | FDP/PRD             | Eletto al posto di Antoine Louis John Ruchonnet e dopo che Charles Estoppey non accettò la carica. | C05 |
| 24  | Simeon Bavier                |              | GR      | 10 dicembre 1878  | 5 gennaio 1883    | Finanze, Poste e Ferrovia, Esteri                                               | FDP/PRD             | | D04 |
| 25  | Wilhelm Hertenstein          |              | ZH      | 21 marzo 1879     | 27 novembre 1888  | Difesa                                                                          | FDP/PRD             | Morto in carica                                                                                    | A04 |
| 26  | Louis Ruchonnet              |              | VD      | 3 marzo 1881      | 14 settembre 1893 | Economia, Giustizia, Esteri                                                     | FDP/PRD             | Eletto dopo che Karl Hoffmann declinò l'incarico. Morto in carica                                  | G03 |
| 27  | Adolf Deucher                |              | TG      | 10 aprile 1883    | 10 luglio 1912    | Giustizia, Poste e Ferrovia, Economia, Esteri                                   | FDP/PRD             | Morto in carica                                                                                    | D05 |
| 28  | Walter Hauser                |              | ZH      | 13 dicembre 1888  | 22 ottobre 1902   | Difesa, Finanze, Esteri                                                         | FDP/PRD             | Morto in carica                                                                                    | A05 |
| 29  | Emil Frey                    |              | BL      | 11 dicembre 1890  | 11 marzo 1897     | Difesa                                                                          | FDP/PRD             | | E06 |
| 30  | Josef Zemp                   |              | LU      | 17 dicembre 1891  | 17 giugno 1908    | Poste e Ferrovia, Esteri                                                        | CVP/PDC             | | F03 |
| 31  | Adrien Lachenal              |              | GE      | 15 dicembre 1892  | 31 dicembre 1899  | Esteri, Economia, Interni                                                       | FDP/PRD             | | C06 |
| 32  | Eugène Ruffy                 |              | VD      | 14 dicembre 1893  | 31 ottobre 1899   | Giustizia, Interni, Esteri, Difesa                                              | FDP/PRD             | | G04 |
| 33  | Eduard Müller                |              | BE      | 16 agosto 1895    | 9 novembre 1919   | Giustizia, Difesa, Esteri                                                       | FDP/PRD             | Morto in carica                                                                                    | B04 |
| 34  | Ernst Brenner                |              | BS      | 25 marzo 1897     | 11 marzo 1911     | Giustizia, Esteri                                                               | FDP/PRD             | Morto in carica                                                                                    | E07 |
| 35  | Robert Comtesse              |              | NE      | 14 dicembre 1899  | 4 marzo 1912      | Giustizia, Poste e Ferrovia, Esteri                                             | FDP/PRD             | | C07 |
| 36  | Marc-Emile Ruchet            |              | VD      | 14 dicembre 1899  | 9 luglio 1912     | Interni, Finanze, Esteri                                                        | FDP/PRD             | | G05 |
| 37  | Ludwig Forrer                |              | ZH      | 11 dicembre 1902  | 7 dicembre 1917   | Economia, Interni, Esteri, Difesa, Giustizia, Poste e Ferrovia                  | FDP/PRD             | | A06 |
| 38  | Josef Anton Schobinger       |              | LU      | 17 giugno 1908    | 27 novembre 1911  | Giustizia, Economia, Finanze, Interni                                           | CVP/PDC             | Morto in carica                                                                                    | F04 |
| 39  | Arthur Hoffmann              |              | SG      | 4 aprile 1911     | 19 giugno 1917    | Giustizia, Difesa, Esteri                                                       | FDP/PRD             | | E08 |
| 40  | Giuseppe Motta               |              | TI      | 14 dicembre 1911  | 23 gennaio 1940   | Finanze, Esteri                                                                 | CVP/PDC             | Morto in carica                                                                                    | F05 |
| 41  | Louis Perrier                |              | NE      | 12 marzo 1912     | 16 maggio 1913    | Poste e Ferrovia, Interni                                                       | FDP/PRD             | Morto in carica                                                                                    | C08 |
| 42  | Camille Decoppet             |              | VD      | 17 luglio 1912    | 7 novembre 1919   | Interni, Giustizia, Difesa                                                      | FDP/PRD             | | G06 |
| 43  | Edmund Schulthess            |              | AG      | 17 luglio 1912    | 15 aprile 1935    | Economia, Commercio, Industria, Agricoltura                                     | FDP/PRD             | | D06 |
| 44  | Felix Calonder               |              | GR      | 12 giugno 1913    | 12 febbraio 1920  | Interni, Esteri                                                                 | FDP/PRD             | | C09 |
| 45  | Gustave Ador                 |              | GE      | 26 giugno 1917    | 31 dicembre 1919  | Esteri, Interni                                                                 | LPS/PLS             | | E09 |
| 46  | Robert Haab                  |              | ZH      | 13 dicembre 1917  | 31 dicembre 1929  | Poste e Ferrovia                                                                | FDP/PRD             | | A07 |
| 47  | Karl Scheurer                |              | BE      | 11 dicembre 1919  | 14 novembre 1929  | Difesa                                                                          | FDP/PRD             | Morto in carica                                                                                    | B05 |
| 48  | Ernest Chuard                |              | VD      | 11 dicembre 1919  | 31 dicembre 1928  | Interni                                                                         | FDP/PRD             | | G07 |
| 49  | Jean-Marie Musy              |              | FR      | 11 dicembre 1919  | 30 aprile 1934    | Finanze                                                                         | CVP/PDC             | | E10 |
| 50  | Heinrich Häberlin            |              | TG      | 12 febbraio 1920  | 12 marzo 1934     | Giustizia                                                                       | FDP/PRD             | | C10 |
| 51  | Marcel Pilet-Golaz           |              | VD      | 13 dicembre 1928  | 7 novembre 1944   | Interni, Poste e Ferrovia, Esteri                                               | FDP/PRD             | | G08 |
| 52  | Rudolf Minger                |              | BE      | 12 dicembre 1929  | 31 dicembre 1940  | Difesa                                                                          | SVP/UDC             | | B06 |
| 53  | Albert Meyer                 |              | ZH      | 12 dicembre 1929  | 31 dicembre 1938  | Interni, Finanze                                                                | FDP/PRD             | | A08 |
| 54  | Johannes Baumann             |              | AR      | 22 marzo 1934     | 31 dicembre 1940  | Giustizia                                                                       | FDP/PRD             | | C11 |
| 55  | Philipp Etter                |              | ZG      | 28 marzo 1934     | 19 novembre 1959  | Interni                                                                         | CVP/PDC             | | E11 |
| 56  | Hermann Obrecht              |              | SO      | 4 aprile 1935     | 20 giugno 1940    | Economia                                                                        | FDP/PRD             | | D07 |
| 57  | Ernst Wetter                 |              | ZH      | 15 dicembre 1938  | 31 dicembre 1943  | Finanze                                                                         | FDP/PRD             | | A09 |
| 58  | Enrico Celio                 |              | TI      | 22 febbraio 1940  | 23 giugno 1950    | Poste e Ferrovia                                                                | CVP/PDC             | | F06 |
| 59  | Walther Stampfli             |              | SO      | 18 luglio 1940    | 18 novembre 1947  | Economia                                                                        | FDP/PRD             | | D08 |
| 60  | Eduard von Steiger           |              | BE      | 10 dicembre 1940  | 9 novembre 1951   | Giustizia                                                                       | SVP/UDC             | | B07 |
| 61  | Karl Kobelt                  |              | SG      | 10 dicembre 1940  | 5 novembre 1954   | Difesa                                                                          | FDP/PRD             | | C12 |
| 62  | Ernst Nobs                   |              | ZH      | 15 dicembre 1943  | 13 novembre 1951  | Finanze                                                                         | SPS/PSS             | | A10 |
| 63  | Max Petitpierre              |              | NE      | 14 dicembre 1944  | 30 giugno 1961    | Esteri                                                                          | FDP/PRD             | | G09 |
| 64  | Rodolphe Rubattel            |              | VD      | 11 dicembre 1947  | 1º novembre 1954  | Economia                                                                        | FDP/PRD             | | D09 |
| 65  | Josef Escher                 |              | VS      | 14 settembre 1950 | 26 novembre 1954  | Poste e Ferrovia                                                                | CVP/PDC             | | F07 |
| 66  | Markus Feldmann              |              | BE      | 13 dicembre 1951  | 3 novembre 1958   | Giustizia                                                                       | SVP/UDC             | | B08 |
| 67  | Max Weber                    |              | ZH      | 13 dicembre 1951  | 8 dicembre 1953   | Finanze                                                                         | SPS/PSS             | | A11 |
| 68  | Hans Streuli                 |              | ZH      | 22 dicembre 1953  | 19 novembre 1959  | Finanze                                                                         | FDP/PRD             | | A12 |
| 69  | Thomas Holenstein            |              | SG      | 16 dicembre 1954  | 20 novembre 1959  | Economia                                                                        | CVP/PDC             | | F08 |
| 70  | Paul Chaudet                 |              | VD      | 16 dicembre 1954  | 28 novembre 1966  | Difesa                                                                          | FDP/PRD             | | D10 |
| 71  | Giuseppe Lepori              |              | TI      | 16 dicembre 1954  | 24 novembre 1959  | Poste e Ferrovia                                                                | CVP/PDC             | | C13 |
| 72  | Friedrich Traugott Wahlen    |              | BE      | 11 dicembre 1958  | 31 dicembre 1965  | Giustizia, Economia                                                             | SVP/UDC             | | B09 |
| 73  | Jean Bourgknecht             |              | FR      | 17 dicembre 1959  | 3 settembre 1962  | Finanze                                                                         | CVP/PDC             | | E12 |
| 74  | Willy Spühler                |              | ZH      | 17 dicembre 1959  | 31 gennaio 1970   | Poste e Ferrovia, Trasporti, Energia, Comunicazioni, Esteri                     | SPS/PSS             | | A13 |
| 75  | Ludwig von Moos              |              | OW      | 17 dicembre 1959  | 31 dicembre 1971  | Giustizia                                                                       | CVP/PDC             | | F09 |
| 76  | Hans-Peter Tschudi           |              | BS      | 17 dicembre 1959  | 31 dicembre 1973  | Interni                                                                         | SPS/PSS             | | C14 |
| 77  | Hans Schaffner               |              | AG      | 15 giugno 1961    | 31 dicembre 1969  | Economia                                                                        | FDP/PRD             | | G10 |
| 78  | Roger Bonvin                 |              | VS      | 27 settembre 1962 | 31 dicembre 1973  | Finanze, Trasporti, Energia, Comunicazioni                                      | CVP/PDC             | | E13 |
| 79  | Rudolf Gnägi                 |              | BE      | 8 dicembre 1965   | 31 dicembre 1979  | Trasporti, Energia, Comunicazioni, Difesa                                       | SVP/UDC             | | B10 |
| 80  | Nello Celio                  |              | TI      | 15 dicembre 1966  | 31 dicembre 1973  | Difesa, Finanze                                                                 | FDP/PRD             | | D11 |
| 81  | Pierre Graber                |              | NE      | 10 dicembre 1969  | 31 gennaio 1978   | Esteri                                                                          | SPS/PSS             | | A14 |
| 82  | Ernst Brugger                |              | ZH      | 10 dicembre 1969  | 31 gennaio 1978   | Economia                                                                        | FDP/PRD             | | G11 |
| 83  | Kurt Furgler                 |              | SG      | 8 dicembre 1971   | 31 dicembre 1986  | Giustizia, Economia                                                             | CVP/PDC             | | F10 |
| 84  | Willi Ritschard              |              | SO      | 5 dicembre 1973   | 3 ottobre 1983    | Trasporti, Energia, Comunicazioni, Finanze                                      | SPS/PSS             | Morto in carica                                                                                    | C15 |
| 85  | Hans Hürlimann               |              | ZG      | 5 dicembre 1973   | 31 dicembre 1982  | Interni                                                                         | CVP/PDC             | | E14 |
| 86  | Georges-André Chevallaz      |              | VD      | 5 dicembre 1973   | 31 dicembre 1983  | Finanze, Difesa                                                                 | FDP/PRD             | | D12 |
| 87  | Fritz Honegger               |              | ZH      | 7 dicembre 1977   | 31 dicembre 1982  | Economia                                                                        | FDP/PRD             | | G12 |
| 88  | Pierre Aubert                |              | NE      | 7 dicembre 1977   | 31 dicembre 1987  | Esteri                                                                          | SPS/PSS             | | A15 |
| 89  | Leon Schlumpf                |              | GR      | 5 dicembre 1979   | 31 dicembre 1987  | Trasporti, Energia, Comunicazioni                                               | SVP/UDC             | | B11 |
| 90  | Alphons Egli                 |              | LU      | 8 dicembre 1982   | 31 dicembre 1986  | Interni                                                                         | CVP/PDC             | | E15 |
| 91  | Rudolf Friedrich             |              | ZH      | 8 dicembre 1982   | 20 ottobre 1984   | Giustizia                                                                       | FDP/PRD             | | G13 |
| 92  | Otto Stich                   |              | SO      | 7 dicembre 1983   | 31 ottobre 1995   | Finanze                                                                         | SPS/PSS             | | C16 |
| 93  | Jean-Pascal Delamuraz        |              | VD      | 7 dicembre 1983   | 30 marzo 1998     | Difesa, Economia                                                                | FDP/PRD             | | D13 |
| 94  | Elisabeth Kopp               |              | ZH      | 2 ottobre 1984    | 12 gennaio 1989   | Giustizia                                                                       | FDP/PRD             | | G14 |
| 95  | Arnold Koller                |              | AI      | 10 dicembre 1986  | 13 gennaio 1999   | Giustizia, Difesa                                                               | CVP/PDC             | | F11 |
| 96  | Flavio Cotti                 |              | TI      | 10 dicembre 1986  | 13 gennaio 1999   | Interni, Esteri                                                                 | CVP/PDC             | | E16 |
| 97  | René Felber                  |              | NE      | 9 dicembre 1987   | 31 marzo 1993     | Esteri                                                                          | SPS/PSS             | | A16 |
| 98  | Adolf Ogi                    |              | BE      | 9 dicembre 1987   | 31 dicembre 2000  | Trasporti, Energia, Comunicazioni, Difesa                                       | SVP/UDC             | | B12 |
| 99  | Kaspar Villiger              |              | LU      | 1º febbraio 1989  | 31 dicembre 2003  | Difesa, Finanze                                                                 | FDP/PRD             | | G15 |
| 100 | Ruth Dreifuss                |              | GE      | 10 marzo 1993     | 31 dicembre 2002  | Interni                                                                         | SPS/PSS             | Eletta dopo che Francis Matthey rifiutò l'incarico.                                                | A17 |
| 101 | Moritz Leuenberger           |              | ZH      | 27 settembre 1995 | 1º novembre 2010  | Trasporti, Energia, Comunicazioni                                               | SPS/PSS             | | C17 |
| 102 | Pascal Couchepin             |              | VS      | 11 marzo 1998     | 31 ottobre 2009   | Economia, Interni                                                               | FDP/PRD             | | D14 |
| 103 | Ruth Metzler-Arnold          |              | AI      | 11 marzo 1999     | 31 dicembre 2003  | Giustizia                                                                       | CVP/PDC             | Non rieletta                                                                                       | F12 |
| 104 | Joseph Deiss                 |              | FR      | 11 marzo 1999     | 31 luglio 2006    | Esteri, Economia                                                                | CVP/PDC             | | E17 |
| 105 | Samuel Schmid                |              | BE      | 6 dicembre 2000   | 31 dicembre 2008  | Difesa                                                                          | PBD                 | Eletto nelle file dell'UDC                                                                         | B13 |
| 106 | Micheline Calmy-Rey          |              | GE      | 4 dicembre 2002   | 31 dicembre 2011  | Esteri                                                                          | SPS/PSS             | | A18 |
| 107 | Christoph Blocher            |              | ZH      | 10 dicembre 2003  | 31 dicembre 2007  | Giustizia                                                                       | SVP/UDC             | Non rieletto.                                                                                      | F13 |
| 108 | Hans-Rudolf Merz             |              | AR      | 10 dicembre 2003  | 1º novembre 2010  | Finanze                                                                         | FDP/PRD             | | G16 |
| 109 | Doris Leuthard               |              | AG      | 14 giugno 2006    | 31 dicembre 2018  | Economia, Trasporti, Energia, Comunicazioni                                     | CVP/PDC             | | E18 |
| 110 | Eveline Widmer-Schlumpf      |              | GR      | 12 dicembre 2007  | 31 dicembre 2015  | Giustizia, Finanze                                                              | PBD                 | Eletta nelle file dell'SVP/UDC                                                                     | F14 |
| 111 | Ueli Maurer                  |              | ZH      | 10 dicembre 2008  | 31 dicembre 2022  | Difesa                                                                          | SVP/UDC             | | B14 |
| 112 | Didier Burkhalter            |              | NE      | 16 settembre 2009 | 31 ottobre 2017   | Interni, Esteri                                                                 | FDP/PLR             | | D15 |
| 113 | Simonetta Sommaruga          |              | BE      | 22 settembre 2010 | 31 dicembre 2022  | Giustizia                                                                       | SPS/PSS             | | C18 |
| 114 | Johann Schneider-Ammann      |              | BE      | 22 settembre 2010 | 31 dicembre 2018  | Economia                                                                        | FDP/PLR             | | G17 |
| 115 | Alain Berset                 |              | FR      | 14 dicembre 2011  | —                 | Interni                                                                         | SPS/PSS             | | A19 |
| 116 | Guy Parmelin                 |              | VD      | 9 dicembre 2015   | —                 | Difesa, Economia                                                                | SVP/UDC             | | F15 |
| 117 | Ignazio Cassis               |              | TI      | 20 settembre 2017 | —                 | Esteri                                                                          | FDP/PLR             | | D16 |
| 118 | Viola Amherd                 |              | VS      | 5 dicembre 2018   | 31 marzo 2025     | Difesa                                                                          | CVP/PDC / DM/LC/AdC | | E19 |
| 119 | Karin Keller-Sutter          |              | SG      | 5 dicembre 2018   | —                 | Giustizia, Finanze                                                              | FDP/PLR             | | G18 |
| 120 | Albert Rösti                 |              | BE      | 7 dicembre 2022   | —                 | Ambiente                                                                        | SVP/UDC             | | B15 |
| 121 | Élisabeth Baume-Schneider    |              | JU      | 7 dicembre 2022   | —                 | Giustizia                                                                       | SPS/PSS             | | C19 |
| 122 | Martin Pfister               |              | ZG      | 12 marzo 2025     | —                 | Difesa                                                                          | DM/LC/AdC           | | E20 |

Legenda:
     FDP/PRD dopo il 1894; prima un più o meno coerente gruppo di ispirazione Liberale, Radicale e Democratica
     CVP/PDC / DM/LC/AdC
     LPS/PLS
     SVP/UDC dopo il 1971; prima partito dei contadini, commercianti e indipendenti (BGB/PAI) con legami con gruppi minori; nel 2008 ha subito la scissione del PBD
     SPS/PSS
     PBD
     FDP/PLR
I consiglieri federali in carica sono indicati in grassetto.

## Curiosità statistiche

### Partito d'appartenenza dei Consiglieri federali
| Partito                      | Numero di Consiglieri federali |
| ---------------------------- | ------------------------------ |
| Partito Liberale Radicale    | 67                             |
| Partito Liberale Svizzero    | 1                              |
| Partito Popolare Democratico | 21                             |
| Unione Democratica di Centro | 11 (13)                        |
| Partito Borghese Democratico | 2 (0)                          |
| Partito Socialista Svizzero  | 14                             |
| Alleanza del Centro          | 1 (0)                          |
| PLR.I Liberali Radicali      | 4                              |

### I mandati più lunghi
| Anni | Consigliere federale                                             |
| ---- | ---------------------------------------------------------------- |
| 31   | Karl Schenk                                                      |
| 29   | Adolf Deucher                                                    |
| 28   | Giuseppe Motta                                                   |
| 27   | Wilhelm Matthias Naeff                                           |
| 25   | Emil Welti, Eugène Ruffy, Giovanni Battista Pioda, Philipp Etter |
| 24   | Eduard Müller                                                    |
| 22   | Edmund Schulthess, Robert Comtesse                               |
| 20   | Melchior Josef Martin Knüsel                                     |

### I mandati più brevi
| Anni | Consigliere federale |
| ---- | --- |
| 1    | Louis Perrier, Rudolf Friedrich                                                                                                  |
| 2    | Gustave Ador, Jean Bourgknecht, Max Weber, Victor Ruffy                                                                          |
| 3    | Eugène Borel, Joachim Heer, Josef Anton Schobinger                                                                               |
| 4    | Alphons Egli, Elisabeth Kopp, Josef Escher, Ruth Metzler-Arnold, Christoph Blocher                                               |
| 5    | Ernst Wetter, Fridolin Anderwert, Fritz Honegger, Giuseppe Lepori Hermann Obrecht, Paul Cérésole, René Felber, Thomas Holenstein |

### Età al momento dell'elezione
| Età | Consigliere federale             |
| --- | -------------------------------- |
| 72  | Gustave Ador                     |
| 65  | Josef Escher                     |
| 63  | Louis Perrier, Christoph Blocher |
| 62  | Ernest Chuard                    |
| –   | –                                |
| 36  | Constant Fornerod, Eugène Borel  |
| 35  | Ruth Metzler-Arnold              |
| 34  | Jakob Stämpfli                   |
| 31  | Numa Droz                        |

### Età al momento delle dimissioni o della morte in carica
| Età | Consigliere federale                               |
| --- | -------------------------------------------------- |
| 81  | Adolf Deucher                                      |
| 75  | Robert Comtesse                                    |
| 74  | Giovanni Battista Pioda, Gustave Ador, Josef Zemp  |
| 73  | Wilhelm Matthias Naeff                             |
| 72  | Karl Schenk, Ludwig Forrer, Ueli Maurer            |
| 71  | Eduard Müller, Ernest Chuard, Simeon Bavier        |
| 70  | Arthur Hoffmann, Eduard von Steiger, Pierre Graber |
| -   | -                                                  |
| 50  | Adrien Lachenal, Jakob Dubs                        |
| 48  | Constant Fornerod, Numa Droz                       |
| 46  | Victor Ruffy                                       |
| 43  | Jakob Stämpfli, Paul Cérésole, Ulrich Ochsenbein   |
| 40  | Eugène Borel, Ruth Metzler-Arnold                  |

### Anni dalle dimissioni alla morte
| anni | Consigliere federale        |
| ---- | --------------------------- |
| 36   | Ulrich Ochsenbein           |
| 35   | Hans Schaffner              |
| 30   | Enrico Celio, Paul Cérésole |
| 29   | Hans-Peter Tschudi          |
| 25   | Emil Frey, Pierre Graber    |
| 22   | Nello Celio                 |

### I Consiglieri federali più longevi
Dati aggiornati al 19 luglio 2023.
| anni | Consigliere federale                                    |
| ---- | ------------------------------------------------------- |
| 95   | Max Petitpierre, Hans Schaffner                         |
| 94   | Pierre Graber                                           |
| 90   | Enrico Celio                                            |
| 88   | Felix-Louis Calonder, Hans-Peter Tschudi, Willy Spühler |
| 87   | Georges-André Chevallaz, René Felber                    |
| 86   | Friedrich Traugott Wahlen, Philipp Etter                |

## Indice cronologico dei consiglieri federali
| Decennio            | Primo giorno del mandato1 | Consiglieri federali | Consiglieri federali    | Consiglieri federali         | Consiglieri federali         | Consiglieri federali      | Consiglieri federali   | Consiglieri federali |
| ------------------- | ------------------------- | -------------------- | ----------------------- | ---------------------------- | ---------------------------- | ------------------------- | ---------------------- | -------------------- |
| 1840                | 16 novembre 1848          | Ulrich Ochsenbein2   | Jonas Furrer            | Josef Munzinger              | Henri Druey                  | Friedrich Frey-Herosé     | Wilhelm Matthias Naeff | Stefano Franscini    |
| 1850                |                           | Ulrich Ochsenbein2   | Jonas Furrer            | Josef Munzinger              | Henri Druey                  | Friedrich Frey-Herosé     | Wilhelm Matthias Naeff | Stefano Franscini    |
| 31 dicembre 1854    | Jakob Stämpfli            |                      | Jonas Furrer            | Josef Munzinger              | Henri Druey                  | Friedrich Frey-Herosé     | Wilhelm Matthias Naeff | Stefano Franscini    |
| 11 luglio 18553     | Jakob Stämpfli            | Constant Fornerod    | Jonas Furrer            | Josef Munzinger              |                              | Friedrich Frey-Herosé     | Wilhelm Matthias Naeff | Stefano Franscini    |
| 14 luglio 1855      | Jakob Stämpfli            | Constant Fornerod    | Jonas Furrer            | Melchior Josef Martin Knüsel |                              | Friedrich Frey-Herosé     | Wilhelm Matthias Naeff | Stefano Franscini    |
| 30 luglio 1857      | Jakob Stämpfli            | Constant Fornerod    | Jonas Furrer            | Melchior Josef Martin Knüsel | Giovanni Battista Pioda      | Friedrich Frey-Herosé     | Wilhelm Matthias Naeff |                      |
| 1860                | Jakob Stämpfli            | Constant Fornerod    | Jonas Furrer            | Melchior Josef Martin Knüsel | Giovanni Battista Pioda      | Friedrich Frey-Herosé     | Wilhelm Matthias Naeff |                      |
| 30 luglio 1861      | Jakob Stämpfli            | Constant Fornerod    | Jakob Dubs              | Melchior Josef Martin Knüsel | Giovanni Battista Pioda      | Friedrich Frey-Herosé     | Wilhelm Matthias Naeff |                      |
| 31 dicembre 1863    | Karl Schenk               | Constant Fornerod    | Jakob Dubs              | Melchior Josef Martin Knüsel | Giovanni Battista Pioda      | Friedrich Frey-Herosé     | Wilhelm Matthias Naeff |                      |
| 12 luglio 1864      | Karl Schenk               | Constant Fornerod    | Jakob Dubs              | Melchior Josef Martin Knüsel | Jean-Jacques Challet-Venel2  | Friedrich Frey-Herosé     | Wilhelm Matthias Naeff |                      |
| 31 dicembre 1866    | Karl Schenk               | Constant Fornerod    | Jakob Dubs              | Melchior Josef Martin Knüsel | Jean-Jacques Challet-Venel2  | Emil Welti                | Wilhelm Matthias Naeff |                      |
| 31 ottobre 1867     | Karl Schenk               | Victor Ruffy         | Jakob Dubs              | Melchior Josef Martin Knüsel | Jean-Jacques Challet-Venel2  | Emil Welti                | Wilhelm Matthias Naeff |                      |
| 1870                | Karl Schenk               | Victor Ruffy         | Jakob Dubs              | Melchior Josef Martin Knüsel | Jean-Jacques Challet-Venel2  | Emil Welti                | Wilhelm Matthias Naeff |                      |
| 1º febbraio 1870    | Karl Schenk               | Paul Cérésole        | Jakob Dubs              | Melchior Josef Martin Knüsel | Jean-Jacques Challet-Venel2  | Emil Welti                | Wilhelm Matthias Naeff |                      |
| 28 maggio 1872      | Karl Schenk               | Paul Cérésole        | Johann Jakob Scherer    | Melchior Josef Martin Knüsel | Jean-Jacques Challet-Venel2  | Emil Welti                | Wilhelm Matthias Naeff |                      |
| 31 dicembre 1872    | Karl Schenk               | Paul Cérésole        | Johann Jakob Scherer    | Melchior Josef Martin Knüsel | Eugène Borel                 | Emil Welti                | Wilhelm Matthias Naeff |                      |
| 31 dicembre 18753 4 | Karl Schenk               | Joachim Heer         | Johann Jakob Scherer    | Numa Droz                    | Fridolin Anderwert           | Emil Welti                | Bernhard Hammer        |                      |
| 31 dicembre 18784   | Karl Schenk               | Simeon Bavier        | Johann Jakob Scherer    | Numa Droz                    | Fridolin Anderwert           | Emil Welti                | Bernhard Hammer        |                      |
| 1880                | Karl Schenk               | Simeon Bavier        | Johann Jakob Scherer    | Numa Droz                    | Fridolin Anderwert           | Emil Welti                | Bernhard Hammer        |                      |
| 3 marzo 18813       | Karl Schenk               | Simeon Bavier        | Johann Jakob Scherer    | Numa Droz                    | Antoine Louis John Ruchonnet | Emil Welti                | Bernhard Hammer        |                      |
| 10 aprile 1883      | Karl Schenk               | Adolf Deucher        | Johann Jakob Scherer    | Numa Droz                    | Antoine Louis John Ruchonnet | Emil Welti                | Bernhard Hammer        |                      |
| 13 dicembre 1888    | Karl Schenk               | Adolf Deucher        | Wilhelm Hertenstein     | Numa Droz                    | Antoine Louis John Ruchonnet | Emil Welti                | Bernhard Hammer        |                      |
| 1890                | Karl Schenk               | Adolf Deucher        | Wilhelm Hertenstein     | Numa Droz                    | Antoine Louis John Ruchonnet | Emil Welti                | Bernhard Hammer        |                      |
| 31 dicembre 1890    | Karl Schenk               | Adolf Deucher        | Wilhelm Hertenstein     | Numa Droz                    | Antoine Louis John Ruchonnet | Emil Welti                | Emil Frey              |                      |
| 31 dicembre 1891    | Karl Schenk               | Adolf Deucher        | Wilhelm Hertenstein     | Numa Droz                    | Antoine Louis John Ruchonnet | Josef Zemp                | Emil Frey              |                      |
| 31 dicembre 1892    | Karl Schenk               | Adolf Deucher        | Wilhelm Hertenstein     | Adrien Lachenal              | Antoine Louis John Ruchonnet | Josef Zemp                | Emil Frey              |                      |
| 14 dicembre 1893    | Karl Schenk               | Adolf Deucher        | Wilhelm Hertenstein     | Adrien Lachenal              | Eugène Ruffy                 | Josef Zemp                | Emil Frey              |                      |
| 16 agosto 1895      | Eduard Müller             | Adolf Deucher        | Walter Hauser           | Adrien Lachenal              | Eugène Ruffy                 | Josef Zemp                | Emil Frey              |                      |
| 31 marzo 1897       | Eduard Müller             | Adolf Deucher        | Walter Hauser           | Adrien Lachenal              | Eugène Ruffy                 | Josef Zemp                | Ernst Brenner          |                      |
| 14 dicembre 1899    | Eduard Müller             | Adolf Deucher        | Walter Hauser           | Adrien Lachenal              | Marc-Emile Ruchet            | Josef Zemp                | Ernst Brenner          |                      |
| 1900                | Eduard Müller             | Adolf Deucher        | Walter Hauser           | 31 dicembre 1899             | Marc-Emile Ruchet            | Josef Zemp                | Ernst Brenner          | Robert Comtesse      |
| 1900                | Eduard Müller             | Adolf Deucher        | 11 dicembre 1902        | Ludwig Forrer                | Marc-Emile Ruchet            | Josef Zemp                | Ernst Brenner          | Robert Comtesse      |
| 1900                | Eduard Müller             | Adolf Deucher        | 17 giugno 1908          | Ludwig Forrer                | Marc-Emile Ruchet            | Josef Anton Schobinger    | Ernst Brenner          | Robert Comtesse      |
| 1910                | Eduard Müller             | Adolf Deucher        |                         | Ludwig Forrer                | Marc-Emile Ruchet            | Josef Anton Schobinger    | Ernst Brenner          | Robert Comtesse      |
| 4 aprile 1911       | Eduard Müller             | Adolf Deucher        | Arthur Hoffmann         | Ludwig Forrer                | Marc-Emile Ruchet            | Josef Anton Schobinger    |                        | Robert Comtesse      |
| 14 dicembre 1911    | Eduard Müller             | Adolf Deucher        | Arthur Hoffmann         | Ludwig Forrer                | Marc-Emile Ruchet            | Giuseppe Motta            |                        | Robert Comtesse      |
| 12 marzo 1912       | Eduard Müller             | Adolf Deucher        | Arthur Hoffmann         | Ludwig Forrer                | Marc-Emile Ruchet            | Giuseppe Motta            | Louis Perrier          |                      |
| 17 luglio 1912      | Eduard Müller             | Edmund Schulthess    | Arthur Hoffmann         | Ludwig Forrer                | Camille Decoppet             | Giuseppe Motta            | Louis Perrier          |                      |
| 12 giugno 1913      | Eduard Müller             | Edmund Schulthess    | Arthur Hoffmann         | Ludwig Forrer                | Camille Decoppet             | Giuseppe Motta            | Felix-Louis Calonder   |                      |
| 26 giugno 1917      | Eduard Müller             | Edmund Schulthess    | Gustave Ador            | Ludwig Forrer                | Camille Decoppet             | Giuseppe Motta            | Felix-Louis Calonder   |                      |
| 31 dicembre 1917    | Eduard Müller             | Edmund Schulthess    | Gustave Ador            | Robert Haab                  | Camille Decoppet             | Giuseppe Motta            | Felix-Louis Calonder   |                      |
| 11 dicembre 1919    | Karl Scheurer             | Edmund Schulthess    | Gustave Ador            | Robert Haab                  | Camille Decoppet             | Giuseppe Motta            | Felix-Louis Calonder   |                      |
| 31 dicembre 1919    | Karl Scheurer             | Edmund Schulthess    | Ernest Chuard           | Robert Haab                  | Jean-Marie Musy              | Giuseppe Motta            | Felix-Louis Calonder   |                      |
| 1920                | Karl Scheurer             | Edmund Schulthess    | Ernest Chuard           | Robert Haab                  | Jean-Marie Musy              | Giuseppe Motta            | Felix-Louis Calonder   |                      |
| 12 febbraio 1920    | Karl Scheurer             | Edmund Schulthess    | Ernest Chuard           | Robert Haab                  | Jean-Marie Musy              | Giuseppe Motta            | Heinrich Häberlin      |                      |
| 31 dicembre 1928    | Karl Scheurer             | Edmund Schulthess    | Marcel Pilet-Golaz      | Robert Haab                  | Jean-Marie Musy              | Giuseppe Motta            | Heinrich Häberlin      |                      |
| 12 dicembre 1929    | Rudolf Minger             | Edmund Schulthess    | Marcel Pilet-Golaz      | Albert Meyer                 | Jean-Marie Musy              | Giuseppe Motta            | Heinrich Häberlin      |                      |
| 1930                | Rudolf Minger             | Edmund Schulthess    | Marcel Pilet-Golaz      | Albert Meyer                 | Jean-Marie Musy              | Giuseppe Motta            | Heinrich Häberlin      |                      |
| 30 aprile 1934      | Rudolf Minger             | Edmund Schulthess    | Marcel Pilet-Golaz      | Albert Meyer                 | Johannes Baumann             | Giuseppe Motta            | Philipp Etter          |                      |
| 15 aprile 1935      | Rudolf Minger             | Hermann Obrecht      | Marcel Pilet-Golaz      | Albert Meyer                 | Johannes Baumann             | Giuseppe Motta            | Philipp Etter          |                      |
| 31 dicembre 1938    | Rudolf Minger             | Hermann Obrecht      | Marcel Pilet-Golaz      | Ernst Wetter                 | Johannes Baumann             | Giuseppe Motta            | Philipp Etter          |                      |
| 1940                | Rudolf Minger             | Hermann Obrecht      | Marcel Pilet-Golaz      | Ernst Wetter                 | Johannes Baumann             | Giuseppe Motta            | Philipp Etter          |                      |
| 22 febbraio 1940    | Rudolf Minger             | Hermann Obrecht      | Marcel Pilet-Golaz      | Ernst Wetter                 | Johannes Baumann             | Enrico Celio              | Philipp Etter          |                      |
| 31 luglio 1940      | Rudolf Minger             | Hermann Obrecht      | Marcel Pilet-Golaz      | Ernst Wetter                 | Johannes Baumann             | Enrico Celio              | Philipp Etter          |                      |
| 10 dicembre 1940    | Eduard von Steiger        | Walther Stampfli     | Marcel Pilet-Golaz      | Ernst Wetter                 | Johannes Baumann             | Enrico Celio              | Philipp Etter          |                      |
| 31 dicembre 1940    | Eduard von Steiger        | Walther Stampfli     | Marcel Pilet-Golaz      | Ernst Wetter                 | Karl Kobelt                  | Enrico Celio              | Philipp Etter          |                      |
| 31 dicembre 1943    | Eduard von Steiger        | Walther Stampfli     | Marcel Pilet-Golaz      | Ernst Nobs                   | Karl Kobelt                  | Enrico Celio              | Philipp Etter          |                      |
| 31 dicembre 1944    | Eduard von Steiger        | Walther Stampfli     | Max Petitpierre         | Ernst Nobs                   | Karl Kobelt                  | Enrico Celio              | Philipp Etter          |                      |
| 31 dicembre 1947    | Eduard von Steiger        | Rodolphe Rubattel    | Max Petitpierre         | Ernst Nobs                   | Karl Kobelt                  | Enrico Celio              | Philipp Etter          |                      |
| 1950                | Eduard von Steiger        | Rodolphe Rubattel    | Max Petitpierre         | Ernst Nobs                   | Karl Kobelt                  | Enrico Celio              | Philipp Etter          |                      |
| 15 ottobre 1950     | Eduard von Steiger        | Rodolphe Rubattel    | Max Petitpierre         | Ernst Nobs                   | Karl Kobelt                  | Josef Escher              | Philipp Etter          |                      |
| 13 dicembre 1951    | Markus Feldmann           | Rodolphe Rubattel    | Max Petitpierre         | Ernst Nobs                   | Karl Kobelt                  | Josef Escher              | Philipp Etter          |                      |
| 31 dicembre 1951    | Markus Feldmann           | Rodolphe Rubattel    | Max Petitpierre         | Max Weber                    | Karl Kobelt                  | Josef Escher              | Philipp Etter          |                      |
| 9 dicembre 1954     | Markus Feldmann           | Rodolphe Rubattel    | Max Petitpierre         | Max Weber                    | Karl Kobelt                  | Thomas Holenstein         | Philipp Etter          |                      |
| 31 dicembre 1954    | Markus Feldmann           | Hans Streuli         | Max Petitpierre         | Paul Chaudet                 | Giuseppe Lepori              | Thomas Holenstein         | Philipp Etter          |                      |
| 11 dicembre 1958    | Friedrich Traugott Wahlen | Hans Streuli         | Max Petitpierre         | Paul Chaudet                 | Giuseppe Lepori              | Thomas Holenstein         | Philipp Etter          |                      |
| 1960                | Friedrich Traugott Wahlen | 31 dicembre 19595    | Max Petitpierre         | Paul Chaudet                 | Willy Spühler                | Hans-Peter Tschudi        | Ludwig von Moos        | Jean Bourgknecht     |
| 1960                | Friedrich Traugott Wahlen | 30 giugno 1961       | Hans Schaffner          | Paul Chaudet                 | Willy Spühler                | Hans-Peter Tschudi        | Ludwig von Moos        | Jean Bourgknecht     |
| 1960                | Friedrich Traugott Wahlen | 30 settembre 1962    | Hans Schaffner          | Paul Chaudet                 | Willy Spühler                | Hans-Peter Tschudi        | Ludwig von Moos        | Roger Bonvin         |
| 1960                | 31 dicembre 1965          | Rudolf Gnägi         | Hans Schaffner          | Paul Chaudet                 | Willy Spühler                | Hans-Peter Tschudi        | Ludwig von Moos        | Roger Bonvin         |
| 1960                | 31 dicembre 1966          | Rudolf Gnägi         | Hans Schaffner          | Nello Celio                  | Willy Spühler                | Hans-Peter Tschudi        | Ludwig von Moos        | Roger Bonvin         |
| 1970                | 31 dicembre 1969          | Rudolf Gnägi         | Ernst Brugger           | Nello Celio                  | Willy Spühler                | Hans-Peter Tschudi        | Ludwig von Moos        | Roger Bonvin         |
| 1970                | 31 gennaio 1970           | Rudolf Gnägi         | Ernst Brugger           | Nello Celio                  | Pierre Graber                | Hans-Peter Tschudi        | Ludwig von Moos        | Roger Bonvin         |
| 1970                | 31 dicembre 1971          | Rudolf Gnägi         | Ernst Brugger           | Nello Celio                  | Pierre Graber                | Hans-Peter Tschudi        | Kurt Furgler           | Roger Bonvin         |
| 1970                | 1º dicembre 1973          | Rudolf Gnägi         | Ernst Brugger           | Nello Celio                  | Pierre Graber                | Willi Ritschard           | Kurt Furgler           | Roger Bonvin         |
| 1970                | 31 dicembre 1973          | Rudolf Gnägi         | Ernst Brugger           | Georges-André Chevallaz      | Pierre Graber                | Willi Ritschard           | Kurt Furgler           | Hans Hürlimann       |
| 1970                | 31 gennaio 1978           | Rudolf Gnägi         | Pierre Aubert           | Georges-André Chevallaz      | Fritz Honegger               | Willi Ritschard           | Kurt Furgler           | Hans Hürlimann       |
| 1980                | 31 dicembre 1979          | Leon Schlumpf        | Pierre Aubert           | Georges-André Chevallaz      | Fritz Honegger               | Willi Ritschard           | Kurt Furgler           | Hans Hürlimann       |
| 1980                | 31 dicembre 1982          | Leon Schlumpf        | Pierre Aubert           | Georges-André Chevallaz      | Rudolf Friedrich             | Willi Ritschard           | Kurt Furgler           | Alphons Egli         |
| 1980                | 7 dicembre 1983           | Leon Schlumpf        | Pierre Aubert           | Georges-André Chevallaz      | Rudolf Friedrich             | Otto Stich                | Kurt Furgler           | Alphons Egli         |
| 1980                | 31 dicembre 1983          | Leon Schlumpf        | Pierre Aubert           | Jean-Pascal Delamuraz        | Rudolf Friedrich             | Otto Stich                | Kurt Furgler           | Alphons Egli         |
| 1980                | 20 ottobre 1984           | Leon Schlumpf        | Pierre Aubert           | Jean-Pascal Delamuraz        | Elisabeth Kopp               | Otto Stich                | Kurt Furgler           | Alphons Egli         |
| 1980                | 31 dicembre 1986          | Leon Schlumpf        | Pierre Aubert           | Jean-Pascal Delamuraz        | Elisabeth Kopp               | Otto Stich                | Arnold Koller          | Flavio Cotti         |
| 1980                | 31 dicembre 1987          | Adolf Ogi            | René Felber             | Jean-Pascal Delamuraz        | Elisabeth Kopp               | Otto Stich                | Arnold Koller          | Flavio Cotti         |
| 1980                | 12 gennaio 1989           | Adolf Ogi            | René Felber             | Jean-Pascal Delamuraz        | Kaspar Villiger              | Otto Stich                | Arnold Koller          | Flavio Cotti         |
| 1990                | 31 dicembre 1989          | Adolf Ogi            | René Felber             | Jean-Pascal Delamuraz        | Kaspar Villiger              | Otto Stich                | Arnold Koller          | Flavio Cotti         |
| 1990                | 31 marzo 19933            | Adolf Ogi            | Ruth Dreifuss           | Jean-Pascal Delamuraz        | Kaspar Villiger              | Otto Stich                | Arnold Koller          | Flavio Cotti         |
| 1990                | 31 ottobre 1995           | Adolf Ogi            | Ruth Dreifuss           | Jean-Pascal Delamuraz        | Kaspar Villiger              | Moritz Leuenberger        | Arnold Koller          | Flavio Cotti         |
| 1990                | 30 marzo 1998             | Adolf Ogi            | Ruth Dreifuss           | Pascal Couchepin             | Kaspar Villiger              | Moritz Leuenberger        | Arnold Koller          | Flavio Cotti         |
| 1990                | 30 aprile 1999            | Adolf Ogi            | Ruth Dreifuss           | Pascal Couchepin             | Kaspar Villiger              | Moritz Leuenberger        | Ruth Metzler-Arnold2   | Joseph Deiss         |
| 2000                |                           | Adolf Ogi            | Ruth Dreifuss           | Pascal Couchepin             | Kaspar Villiger              | Moritz Leuenberger        | Ruth Metzler-Arnold2   | Joseph Deiss         |
| 31 dicembre 2000    | Samuel Schmid             |                      | Ruth Dreifuss           | Pascal Couchepin             | Kaspar Villiger              | Moritz Leuenberger        | Ruth Metzler-Arnold2   | Joseph Deiss         |
| 31 dicembre 2002    | Samuel Schmid             | Micheline Calmy-Rey  |                         | Pascal Couchepin             | Kaspar Villiger              | Moritz Leuenberger        | Ruth Metzler-Arnold2   | Joseph Deiss         |
| 31 dicembre 20036   | Samuel Schmid             | Micheline Calmy-Rey  | Christoph Blocher2      | Pascal Couchepin             | Hans-Rudolf Merz             | Moritz Leuenberger        |                        | Joseph Deiss         |
| 1º agosto 2006      | Samuel Schmid             | Micheline Calmy-Rey  | Christoph Blocher2      | Pascal Couchepin             | Hans-Rudolf Merz             | Moritz Leuenberger        | Doris Leuthard         |                      |
| 31 dicembre 2007    | Samuel Schmid             | Micheline Calmy-Rey  | Eveline Widmer-Schlumpf | Pascal Couchepin             | Hans-Rudolf Merz             | Moritz Leuenberger        | Doris Leuthard         |                      |
| 31 dicembre 2008    | Ueli Maurer               | Micheline Calmy-Rey  | Eveline Widmer-Schlumpf | Pascal Couchepin             | Hans-Rudolf Merz             | Moritz Leuenberger        | Doris Leuthard         |                      |
| 31 ottobre 2009     | Ueli Maurer               | Micheline Calmy-Rey  | Eveline Widmer-Schlumpf | Didier Burkhalter            | Hans-Rudolf Merz             | Moritz Leuenberger        | Doris Leuthard         |                      |
| 2010                | Ueli Maurer               | Micheline Calmy-Rey  | Eveline Widmer-Schlumpf | Didier Burkhalter            | Hans-Rudolf Merz             | Moritz Leuenberger        | Doris Leuthard         |                      |
| 1º novembre 2010    | Ueli Maurer               | Micheline Calmy-Rey  | Eveline Widmer-Schlumpf | Didier Burkhalter            | Hans-Rudolf Merz             | Simonetta Sommaruga       | Doris Leuthard         |                      |
| 1º novembre 2010    | Ueli Maurer               | Micheline Calmy-Rey  | Eveline Widmer-Schlumpf | Didier Burkhalter            | Johann Schneider-Ammann      | Simonetta Sommaruga       | Doris Leuthard         |                      |
| 31 dicembre 2011    | Ueli Maurer               | Alain Berset         | Eveline Widmer-Schlumpf | Didier Burkhalter            |                              | Simonetta Sommaruga       | Doris Leuthard         |                      |
| 31 dicembre 2015    | Ueli Maurer               | Alain Berset         | Guy Parmelin            | Didier Burkhalter            |                              | Simonetta Sommaruga       | Doris Leuthard         |                      |
| 31 ottobre 2017     | Ueli Maurer               | Alain Berset         | Guy Parmelin            | Ignazio Cassis               |                              | Simonetta Sommaruga       | Doris Leuthard         |                      |
| 31 dicembre 2018    | Ueli Maurer               | Alain Berset         | Guy Parmelin            | Ignazio Cassis               | Karin Keller-Sutter          | Simonetta Sommaruga       | Viola Amherd           |                      |
| 2020                | Ueli Maurer               | Alain Berset         | Guy Parmelin            | Ignazio Cassis               | Karin Keller-Sutter          | Simonetta Sommaruga       | Viola Amherd           |                      |
| 31 dicembre 2022    | Albert Rösti              | Alain Berset         | Guy Parmelin            | Ignazio Cassis               | Karin Keller-Sutter          | Élisabeth Baume-Schneider | Viola Amherd           |                      |